# ЕП2К
Електровоз ЕП2К (Електровоз Пассажирський, тип 2, Коллекторний тяговий привід) — російський пасажирський електровоз постійного струму, що випускається Коломенським заводом. Перший серійний пасажирський електровоз постійного струму в історії російського електровозобудування. Електричну частину для ЕП2К випускає Новочеркаський електровозобудівний завод і Смілянський електромеханічний завод.

## Призначення
Електровози призначені для заміни морально і фізично зношених електровозів серії ЧС2, які були спроектовані в 1957 році і експлуатуються понад 30 років. Планувалося що з часом ці електровози зможуть замінити електровози серій ВЛ10, ВЛ11, які на окремих залізницях, що не мають парку пасажирських електровозів постійного струму (наприклад, Північно-Кавказька), до теперішнього часу водять пасажирські поїзди (але від цієї ідеї відмовилися, з урахуванням складного рельєфу місцевості, було вирішено замінювати електровози ВЛ10 і ВЛ11 на 2ЕС4К).

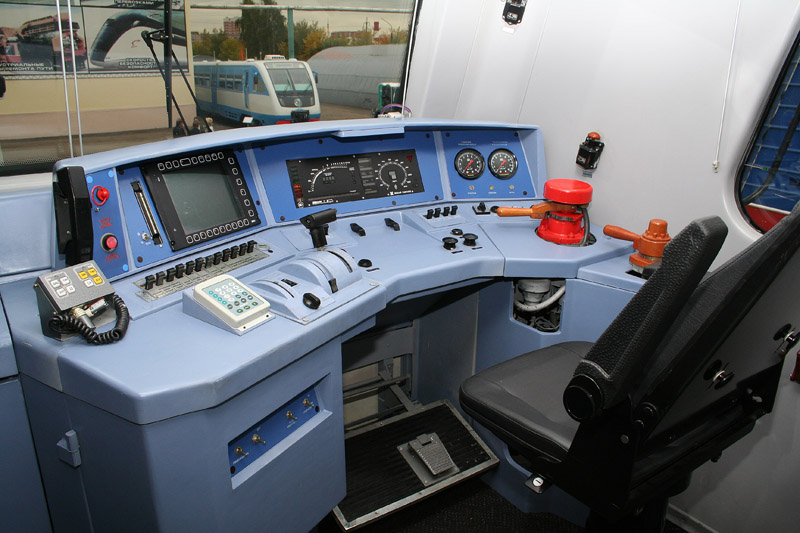
Пульт керування машиніста

## Випуск електровоза
3 лютого 2006 року на Коломенському заводі відбулася презентація першого електровоза серії.
Перший електровоз випущений в 2006 році проходив експлуатаційні випробування взимку 2006-2007 рр.. на Західно-Сибірській залізниці в депо Барабінськ, потім був переданий для випробувань на випробувальне кільце ВНДІЗТ в Щербинці. Другий електровоз проходив випробування на лінії Москва - Санкт-Петербург Жовтневої залізниці
Станом на 2018 побудовано 372  електровозів серії ЕП2К , з них 36 експлуатуються в депо Санкт-Петербург-Московський Жовтневої залізниці, всі інші - в локомотивному депо Барабінськ Західно-Сибірської залізниці.